# Дерево Фибоначчи
Дерево Фибоначчи — АВЛ-дерево с наименьшим числом вершин при заданной высоте (глубине).
1. Если для какой-либо из вершин высота поддерева, для которого эта вершина является корнем, равна {\displaystyle h}, то правое и левое поддерево этой вершины имеют высоты равные соответственно {\displaystyle h-1} и {\displaystyle h-2}, или {\displaystyle h-2} и {\displaystyle h-1}. Каждое поддерево дерева Фибоначчи также является деревом Фибоначчи.
2. Пустое дерево — дерево Фибоначчи высоты 0.
3. Дерево с одной вершиной — дерево Фибоначчи высоты 1.

## Число вершин
Одно из весьма существенных свойств дерева Фибоначчи — количество вершин в нём может принимать только некоторый набор значений. Пусть {\displaystyle N_{h}} — число вершин в дереве Фибоначчи с высотой {\displaystyle h}, тогда {\displaystyle N_{0}=0}, {\displaystyle N_{1}=1}, а для произвольного h число вершин можно описать рекуррентно: {\displaystyle N_{h}=N_{h-1}+N_{h-2}+1}. Дерево Фибоначчи названо так из-за схожести приведённой формулы с рекуррентным соотношением, определяющим последовательность чисел Фибоначчи. Для высоты {\displaystyle h} число вершин {\displaystyle N_{h}=\Phi _{h+2}-1}, где {\displaystyle \Phi _{n}} — {\displaystyle n}-ое число Фибоначчи.